# Cordova (Nebraska)
Cordova és una població dels Estats Units a l'estat de Nebraska. Segons el cens del 2000 tenia 127 habitants.

## Demografia
Segons el cens del 2000, Cordova tenia 127 habitants, 62 habitatges, i 38 famílies. La densitat de població era de 188,6 habitants per km².
Dels 62 habitatges en un 22,6% hi vivien nens de menys de 18 anys, en un 54,8% hi vivien parelles casades, en un 3,2% dones solteres, i en un 37,1% no eren unitats familiars. En el 33,9% dels habitatges hi vivien persones soles el 16,1% de les quals corresponia a persones de 65 anys o més que vivien soles. El nombre mitjà de persones vivint en cada habitatge era de 2,05 i el nombre mitjà de persones que vivien en cada família era de 2,54.
Per edats la població es repartia de la següent manera: un 18,1% tenia menys de 18 anys, un 3,1% entre 18 i 24, un 28,3% entre 25 i 44, un 22,8% de 45 a 60 i un 27,6% 65 anys o més.
L'edat mediana era de 46 anys. Per cada 100 dones de 18 o més anys hi havia 92,6 homes.
La renda mediana per habitatge era de 31.667 $ i la renda mediana per família de 36.250 $. Els homes tenien una renda mediana de 29.375 $ mentre que les dones 21.750 $. La renda per capita de la població era de 16.712 $. Cap de les famílies i el 0,8% de la població estaven per davall del llindar de pobresa.

## Poblacions més properes
El següent diagrama mostra les poblacions més properes.